# Mercosur
Mercosur ili Mercosul je kratica za zajedničko tržište Južne Amerike. Kratica na španjolskom jeziku stoji za común Mercado del Sur (zajedničko tržište) na jugu. Na portugalskom jeziku službeni je naziv kratica za Mercado Comum do Sul. 
Svrha Mercosura je promicanje slobodne trgovine između zemalja članica u carinsku uniju.
Mercosur je konstituiran potpisivanjem ugovora u Asuncionu 26. ožujka 1991. Tržište Mercosura obuhvaća preko 260 milijuna ljudi (2006.) na trenutno 12,8 milijuna četvornih kilometara, što predstavlja oko 72% područja Južne Amerike i 56% Latinske Amerike.
Zemalje članice su: 
- Argentina
- Brazil
- Paragvaj
- Urugvaj
- Venezuela (suspendirana)

U procesu pridruživanja:  
- Bolivija

Pridružene zemlje članice su: 
- Kolumbija
- Ekvador
- Peru
- Čile

S Meksikom su 8. srpnja 2004. počeli razgovori o pridruživanju.

## Vanjske poveznice
- Webstranica Mercosura  Arhivirana inačica izvorne stranice od 25. veljače 2011. (Wayback Machine)
- Radio Mercosur - Webstranica i online radio  Arhivirana inačica izvorne stranice od 15. srpnja 2011. (Wayback Machine)